# Sefarad
Sefarad – trzecia płyta nagrana przez Zespół Reprezentacyjny w 1990 roku w Studiu Izabelin, a wydana przez Pomaton jesienią 1991 r. (nr kat. POM CD 005). Zawiera piosenki inspirowane folklorem sefardyjskim. Teksty do tradycyjnych melodii napisali sami członkowie zespołu oraz ich przyjaciele, na podstawie tekstów oryginalnych lub innych źródeł żydowskich (Pieśń nad pieśniami, Talmud itp.).
Program „Sefarad” był wcześniej grany przez zespół na koncertach w całej Polsce od roku 1988. Był to jeden z pierwszych w Polsce programów estradowych, poświęconych folklorowi żydowskiemu, przygotowany jeszcze przed nastaniem mody na muzyczne judaica. Tytuł płyty, Sefarad to hebrajska nazwa Hiszpanii.
Płytę nagrał zespół w składzie:
- Jarosław Gugała – fortepian, syntezator, chórki (10 i 17)
- Filip Łobodziński – gitara klasyczna, gitara dwunastostrunowa, instrumenty perkusyjne, śpiew
- Marek Wojtczak – gitara basowa, fortepian (11)
- Marek Karlsbad – menedżer

Oryginalna edycja płyty, zarówno na CD, jak i na kasecie, została wycofana z rynku. W 2003 firma EMI Music Polska wznowiła ją wraz z drugą płytą zespołu pt. Pornograf, w postaci dwupłytowego albumu w serii „2 CD w cenie 1 CD”.

## Lista utworów
1. Strofy na Purim, 2:31
2. Proszę, odpowiedz mi, 2:16
3. Nadchodzi noc, 1:48
4. Już czas, już nadszedł czas, 2:39
5. Chmury na niebie, 2:38
6. Girineldo, 3:27
7. Opat Piotr, 3:05
8. Pod różanym krzewem, 1:28
9. Urodziłem się na raz, 2:54
10. Narodziny Abrahama, 3:09
11. Kołysanka z Salonik, 3:42
12. Piętnaście lat ma ta dziewczyna, 2:06
13. Nieszczęśliwa żona, 1:20
14. Życie jest jak most, 4:48
15. Śpiewają skowroneczki, 2:37
16. Modlitwa (Błagam Cię, Panie), 3:21
17. Strofy na Paschę, 2:33